# Dream 8
O Dream 8: Welter Weight Grand Prix 2009 First Round foi um evento de MMA da série DREAM promovido pela Fighting and Entertainment Group (FEG)no dia 05 de Abril de 2009. O evento teve quatro lutas do Grand Prix dos meio Médios (até 76 kg), que diferente dos outros GPs só teve oito participantes.

## Confrontos
- Confronto Catchweight (88 kg)

 Ikuhisa Minowa vs.  Katsuyori Shibata
Shibata vence por Decisão unânime.
- Confronto dos Médios

 Shungo Oyama vs.  Andrews Nakahara
Nakahara vence por TKO (socos) aos 2:00 do 1º Round.
- Confronto dos Leves

 Katsuhiko Nagata vs.  Vitor Ribeiro
Ribeiro vence por TKO (Interrupção Médica) aos 7:58 do 1º Round.
- Confronto Catchweight (89kg)

 Murilo Rua vs.  Riki Fukuda
Fukuda vence por Decisão unânime.
- Confronto dos Pesados

 Sergei Kharitonov vs.  Jeff Monson
Monson vence por submission (north-south choke) a 1:42 do 1º Round.
- Grand Prix dos Penas 1º Round

 Hideo Tokoro vs.  Daiki Hata
Hata vence por Decisão unânime.
- Grand Prix dos Meio Médios 1º Round

 André Galvão vs.  John Alessio
Galvao vence por submission (Chave de Braço) aos 7:34 do 1º Round.
- Grand Prix dos Meio Médios 1º Round

 Marius Zaromskis vs.  Seichi Ikemoto
Zaromskis vence por Decisão unânime.
- Grand Prix dos Meio Médios 1º Round

 Yuya Shirai vs.  Jason High
High vence por submission (Mata Leão) aos 0:59 do 1º Round.
- Grand Prix dos Meio Médios 1º Round

 Hayato Sakurai vs.  Shinya Aoki
Sakurai vence por TKO (Golpes) aos 0:27 do 1º Round.